# Pseudostifftia kingii
Pseudostifftia kingii H.Rob., 1979 è una specie di pianta angiosperma dicotiledone della famiglia delle Asteraceae. È l'unica specie del genere Pseudostifftia H.Rob., 1979.

## Descrizione
Le piante di questa specie sono arbustive (o anche arboree) di tipo monico i cui organi interni sono privi di latice e i fusti non sono fistolosi (ossia cavi); sono invece presenti triterpeni. La pubescenza è formata da peli appressati a forma di "T".
Le foglie lungo il fusto sono disposte in modo alterno, sono brevemente picciolate e la consistenza è coriacea. Hanno la lamina a forma obovata/ellittica e venature pennate. La superficie è ricoperta da ghiandole; in particolare la faccia inferiore delle foglie è giallastra con peli a forma di squama (la superficie è quasi lucente).
Le infiorescenze, formate da ramificazioni corimbose, sono composte da capolini formati da pochi fiori o uno solo. La struttura dei capolini è quella tipica delle Asteraceae: un peduncolo sorregge un involucro composto da circa 18 squame (o brattee) disposte su 5 serie che fanno da protezione al ricettacolo  sul quale s'inseriscono i fiori (di tipo tubuloso). L'involucro è strettamente campanulato e ricoperto da brattee scalate in lunghezza, colorate di verde-bruno con corti peli e margini ialini. Il ricettacolo è nudo, ossia è privo di pagliette a protezione della base di fiori. Lunghezza del peduncolo: 1 – 3 mm.
I fiori sono tetra-ciclici (ossia sono presenti 4 verticilli: calice – corolla – androceo – gineceo) e pentameri (ogni verticillo ha in genere 5 elementi). I fiori sono inoltre ermafroditi, attinomorfi; sono inoltre omogami, oppure in fiori funzionalmente femminili le antere sono abortite.
- Formula fiorale:

*/x K {\displaystyle \infty }, [C (5), A (5)], G 2 (infero), achenio
- Calice: i sepali del calice sono ridotti ad una coroncina di squame.

- Corolla: il colore delle corolle, composte da 5 lobi terminali allungati e brevemente connati, varia da lavanda-violaceo a purpureo. La porzione tubolare è stretta ed allungata. La superficie delle corolle è ghiandolosa ma liscia.

- Androceo: gli stami sono 5 con filamenti liberi e distinti, mentre le antere sono saldate in un manicotto (o tubo) circondante lo stilo. Le antere sono provviste di appendici con forme oblunghe-ovate e le teche sono calcarate e con piccole code. Il tessuto dell'endotecio ha degli ampi ispessimenti verticali. Il polline tricolporato ha forme sferiche con superficie echinata (con punte).

- Gineceo: lo stilo è filiforme, sottile e snello nella parte basale, mentre è gonfio e scabroso vicino alla ramificazione. Gli stigmi sono due, brevi e divergenti, sono scabrosi verso l'esterno, mentre internamente la superficie stigmatica è continua. L'ovario è infero uniloculare formato da 2 carpelli. Nei capolini con molti fiori gli stigmi hanno un orientamento tangenziale.

I frutti sono degli acheni con pappo. Gli acheni sono setolosi (ricoperti da numerosi peli doppi) con forme prismatiche con 10 - 17 coste; sono privi di fitomelanina ma provvisti di rafidi scuri; il carpoforo ha la forma di un anello. Il pappo è formato da circa 100 setole bianche.

## Biologia
- Impollinazione: l'impollinazione avviene tramite insetti (impollinazione entomogama tramite farfalle diurne e notturne).
- Riproduzione: la fecondazione avviene fondamentalmente tramite l'impollinazione dei fiori (vedi sopra).
- Dispersione: i semi (gli acheni) cadendo a terra sono successivamente dispersi soprattutto da insetti tipo formiche (disseminazione mirmecoria). In questo tipo di piante avviene anche un altro tipo di dispersione: zoocoria. Infatti le brattee dell'involucro possono agganciarsi ai peli degli animali di passaggio disperdendo così anche su lunghe distanze i semi della pianta.

## Distribuzione e habitat
La distribuzione delle piante di questo genere è relativa al Brasile (Bahia). Il suo habitat naturale è la caatinga, un bioma esclusivo del Sertão.

## Tassonomia
La famiglia di appartenenza di questa voce (Asteraceae o Compositae, nomen conservandum) probabilmente originaria del Sud America, è la più numerosa del mondo vegetale, comprende oltre 23.000 specie distribuite su 1.535 generi, oppure 22.750 specie e 1.530 generi secondo altre fonti (una delle checklist più aggiornata elenca fino a 1.679 generi). La famiglia attualmente (2021) è divisa in 16 sottofamiglie.

### Filogenesi
Il genere della specie di questa voce è incluso nella tribù Moquinieae (sottofamiglia Vernonioideae). Solo recentemente in base ai dati sul DNA la tribù del genere di questa voce è stata trasferita nella sottofamiglia Vernonioideae. In precedenza questa specie era descritta all'interno della sottofamiglia Cichorioideae, anche in tribù diverse dalla Moquinieae.
I caratteri diagnostici per le specie di questa tribù sono:
- i peli sono semplici;
- le foglie hanno delle forme da ellittiche a ovate con venature pennate;
- i fiori sono omogami o femminili;
- le antere sono speronate;
- le cellule dell'endotecio hanno degli ispessimenti alle estremità;
- gli stili sono rigonfi nella parte alta, ed hanno delle superfici stigmatiche interne continue;
- i frutti degli acheni sono privi di fitomelanina;
- il polline è echinato (con punte).

In particolare la specie di questa voce è individuata dai seguenti caratteri:
- le piante sono monoiche;
- i rami dell'infiorescenza sono disposti in modo corimboso;
- i capolini in genere hanno un solo fiore;
- le setole del pappo sono colorate di bianco;
- la faccia inferiore delle foglie è giallastra con peli a forma di squama (la superficie è quasi lucente).